# Američka gledičija
Američka gledičija, (američki trnovac, trošiljkasti trnovac, judin trn, lažni rogač; lat. Gleditsia triacanthos) je stablo iz porodice lepirnjača (Fabaceae), jedna je od 15 vrsta u svome rodu. Prirodno stanište joj je središnji dio Sjeverne Amerike. U Europu je unešena u 17. stoljeću (London). Kod nas se koristi u hortikulturi, te kao medonosna biljka.
Sjevernoamerički Indijanci su slatku pulpu iz zrelih mahuna smatrali za poslasticu, a koristili su je i kao ljekovitu biljku.
U nekim se zemljama smatra invazivnom vrstom.

## Opis
Stablo visine do 30 metara. Grane i stablo trnoviti. Lišće spiralno raspoređeno, jednostavno ili dvostruko parno perasto, sa sitnim listićima. Cvjetovi sitni i zeleni, dvospolni ili jednospolni. Plodovi mahune, vrlo dugačke (30 – 40 cm, i široke do 4 cm) i plosnate, s kožastim ovojem, u zrelom stanju tamne smeđe boje.
- Stablo
- Cvjetovi
- Listovi
- Kora
- Trnje
- Mahune
- Sjemeneke

## Sastav
Mladi listovi sadrže alkaloid triakantin (do 1 %).Također sadrže i 100 – 400 mg% askorbinske kiseline. Mahune u kori sadrže antraglikozide (oko 2,6 %), identične onima sene, rabarbare i krkavine.

## Primjena u medicini
Triakantin ima izrazito spazmolitičko djelovanja na organe glatke muskulature. Može se koristiti kod čira na želucu i dvanastercu, te kod kolitisa i kroničnog holecistisa.

## Vanjske poveznice
- Hrv. Enc.